# 반디쿠트과
반디쿠트과(Peramelidae)는 현존하는 모든 반디쿠트를 포함하는 유대류 과이다. 멸종한 반디쿠트 중에서 알려진 종 돼지발반디쿠트는 다른 종들과는 약간 다르며, 최근에 별도의 돼지발반디쿠트과로 분류되었다. 4종의 화석 반디쿠트 종이 기술되어 있다. 오스트레일리아 전역과 뉴기니섬에서 발견되며, 적어도 몇몇 종이 열대 우림에서 사막까지 모든 가능한 서식지에서 살고 있다.

## 하위 분류
- 반디쿠트과 (Peramelidae)
  - 반디쿠트아과 (Peramelinae)
    - † 크래시속 (Crash)[1]
      - † 크래시반디쿠트 (Crash bandicoot)[2]

    - 짧은코반디쿠트속 (Isoodon)
      - 황금반디쿠트 (Isoodon auratus)
      - 북부갈색반디쿠트 (Isoodon macrourus)
      - 남부갈색반디쿠트 (Isoodon obesulus)
      - † Ischnodon australis

    - 긴코반디쿠트속 (Perameles) - 긴코반디쿠트
      - 태즈메이니아반디쿠트 (Perameles bougainville)
      - 동부막대무늬반디쿠트 (Perameles gunnii)
      - 긴코반디쿠트 (Perameles nasuta)
      - † 사막반디쿠트 (Perameles eremiana)
      - † Perameles allinghamensis
      - † Perameles bowensis

  - 뉴기니긴코반디쿠트아과 (Peroryctinae)
    - 반디쿠트속 (Peroryctes) - 뉴기니긴코반디쿠트
      - 자이언트반디쿠트 (Peroryctes broadbenti)
      - 라프레이반디쿠트 (Peroryctes raffrayana)
      - † Peroryctes tedfordi

  - 뉴기니가시반디쿠트아과 (Echymiperinae)
    - 뉴기니가시반디쿠트속 (Echymipera) - 뉴기니가시반디쿠트
      - 긴코가시반디쿠트 (Echymipera rufescens)
      - 클라라가시반디쿠트 (Echymipera clara)
      - 멘지스가시반디쿠트 (Echymipera echinista)
      - 커먼가시반디쿠트 (Echymipera kaluba)
      - 데이빗가시반디쿠트 (Echymipera davidi)

    - 뉴기니쥐반디쿠트속 (Microperoryctes) - 뉴기니쥐반디쿠트
      - 쥐반디쿠트 (Microperoryctes murina)
      - 동부줄무늬반디쿠트 (Microperoryctes ornata)
      - 줄무늬반디쿠트 또는 서부줄무늬반디쿠트 (Microperoryctes longicauda)
      - 아르팍피그미반디쿠트 (Microperoryctes aplini)
      - 파푸아반디쿠트 (Microperoryctes papuensis)

    - 스람반디쿠트속 (Rhynchomeles)
      - 스람반디쿠트 (Rhynchomeles prattorum)

## 같이 보기
- 포유류 목록